# Eugen Kampf

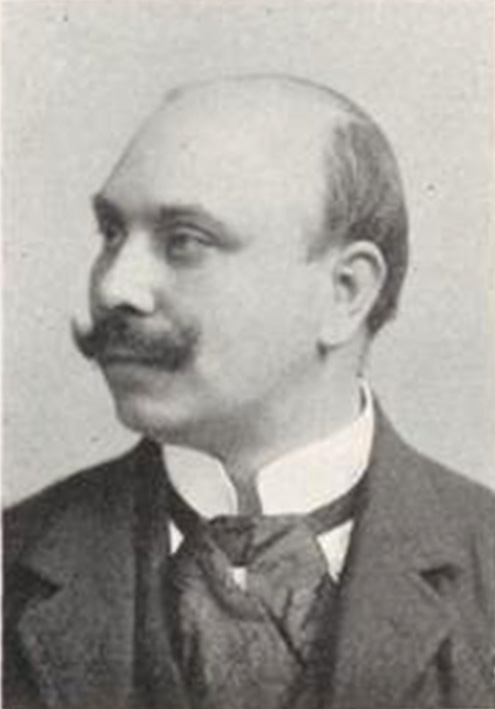
Eugen Kampf, 1904

Eugen Kampf (Aken, 16 maart 1861 - Düsseldorf, 13 april 1933) was een Duits kunstschilder. Hij schilderde vooral landschappen en dorpsgezichten, veel in West-Vlaanderen, in mindere mate ook in Nederland.

## Leven en werk
Kampf was de zoon van een fotograaf uit Aken. Van 1878 tot 1882 studeerde hij aan de Koninklijke Academie voor Schone Kunsten van Antwerpen, aansluitend aan de Kunstakademie Düsseldorf (onder Eugen Dücker), om zijn studies in 1884 te beëindigen aan de Koninklijke Academie voor Schone Kunsten van Brussel. In 1889 was hij te Düsseldorf met Olof Jernberg, Heinrich Hermanns en Helmuth Liesegang een van de oprichters van de "Lukas-club", later ondergebracht bij de "Freie Vereinigung Düsseldorfer Künstler", met kunstenaars die zich lieten inspireren door de Haagse School en de School van Barbizon.
Kampf schilderde in een stijl die het midden hield tussen naturalisme en het impressionisme, met een ruime toepassing van impasto-technieken. Hij schilderde overwegend landschappen en dorpsgezichten, aan de Nederrijn maar vooral toch in West-Vlaanderen, waar hij de typische sfeer en kleurentoon uitstekend wist te raken, in olie- zowel als waterverf. In 1895 schilderde hij een poos bij een soort van kunstenaarskolonie rondom Paul Baum in Sint Anna ter Muiden, nabij Sluis. Ook werkte hij in Katwijk aan Zee.
Kampf overleed in 1933 op 72-jarige leeftijd. Zijn broer Arthur en zoon Walter waren eveneens kunstschilders. Zijn werk bevindt zich onder andere in de collecties van het Suermondt-Ludwig-Museum te Aken, de Nationalgalerie in Berlijn, het Wallraf-Richartz-Museum te Keulen en het Museum Kunstpalast te Düsseldorf.

## Hollandse-en Vlaamse werken

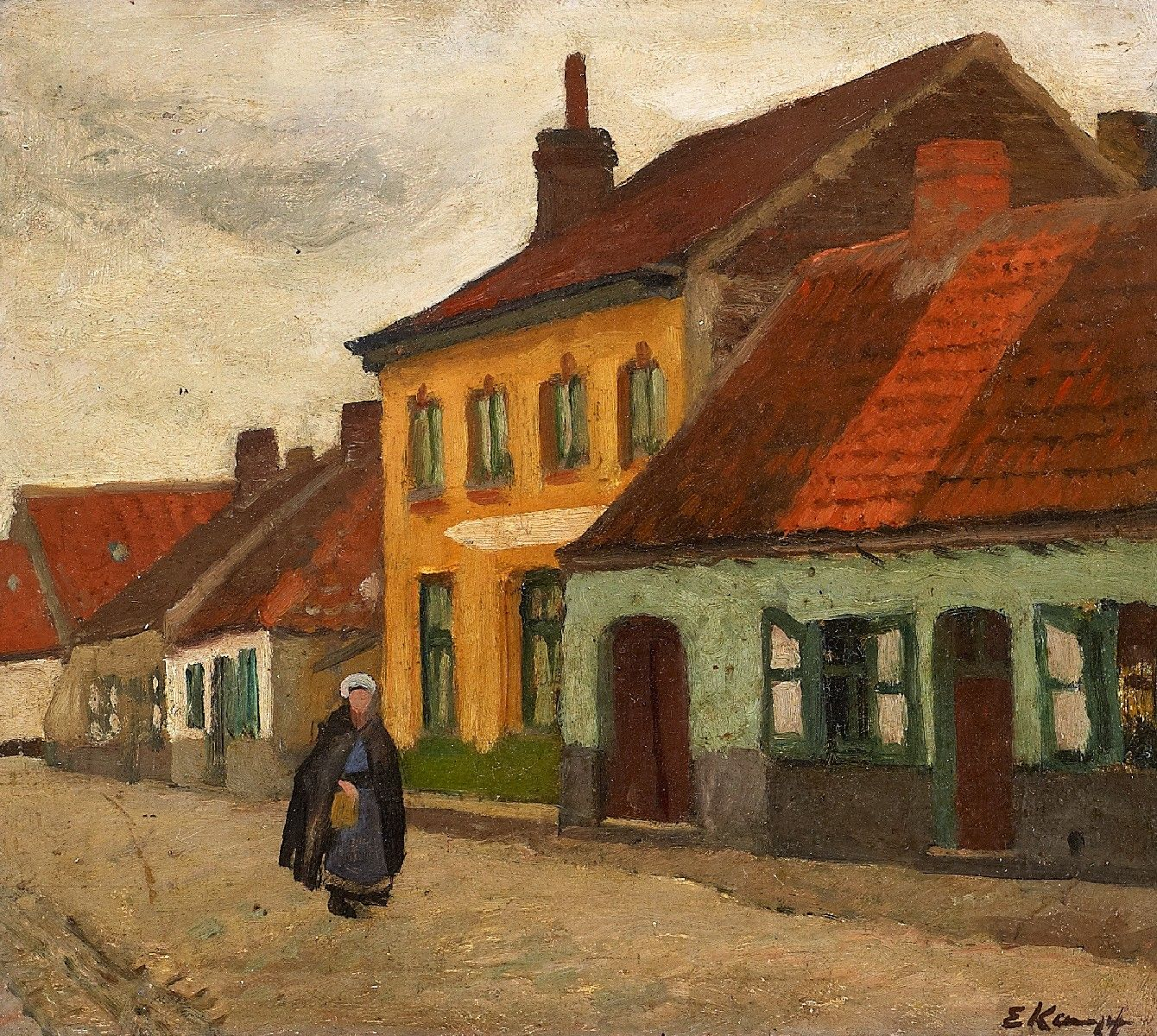
Op weg naar de markt.
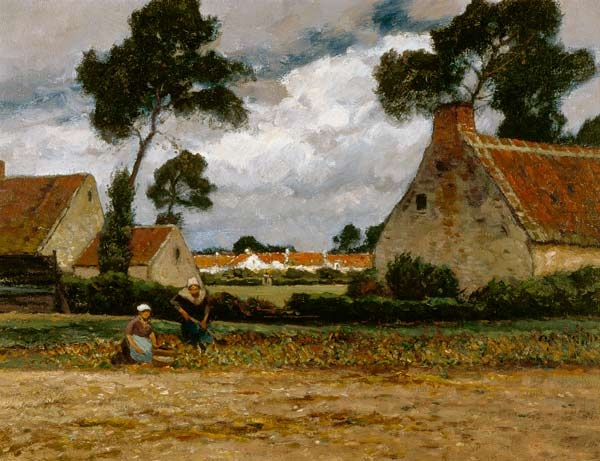
Boerenhoeve in Vlaanderen.
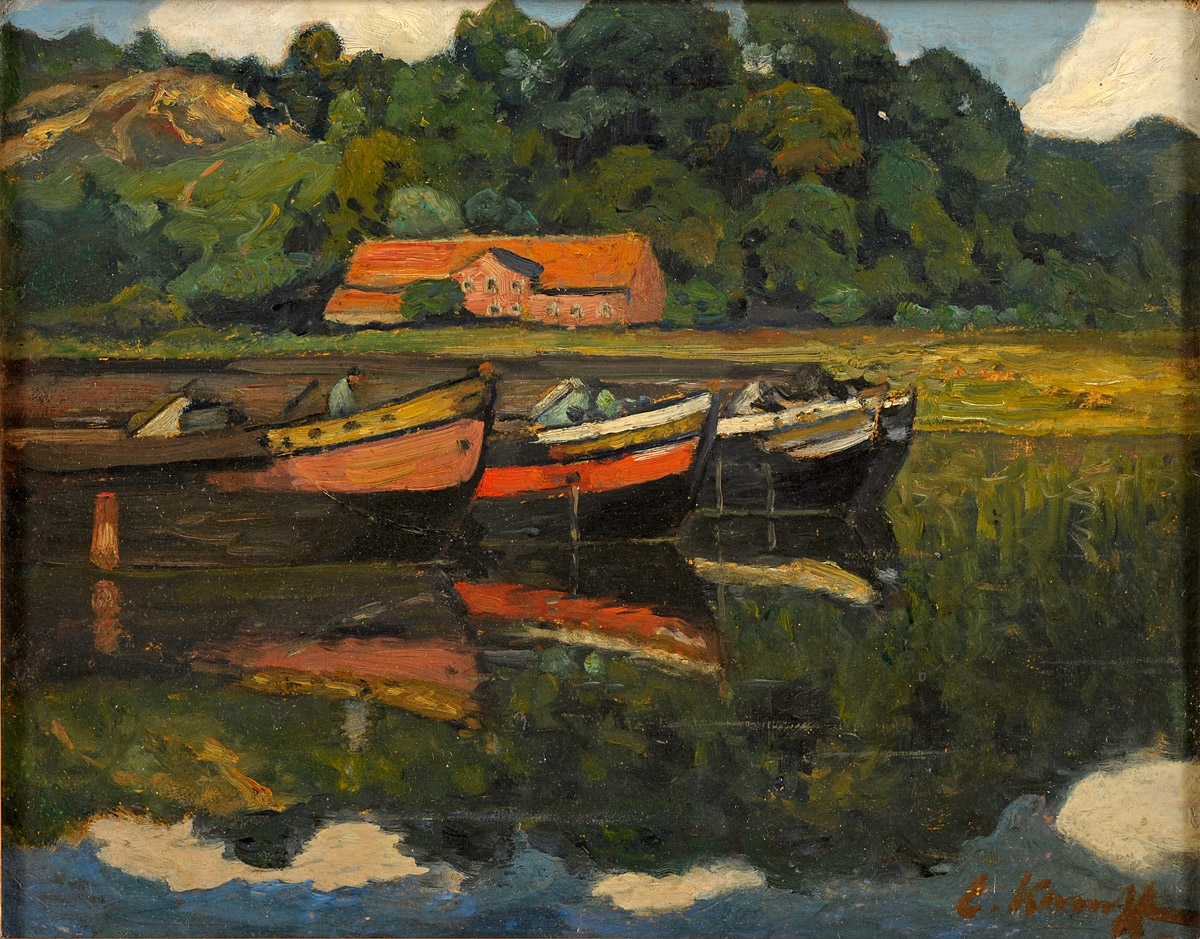
Vrachtnoten op de Schelde
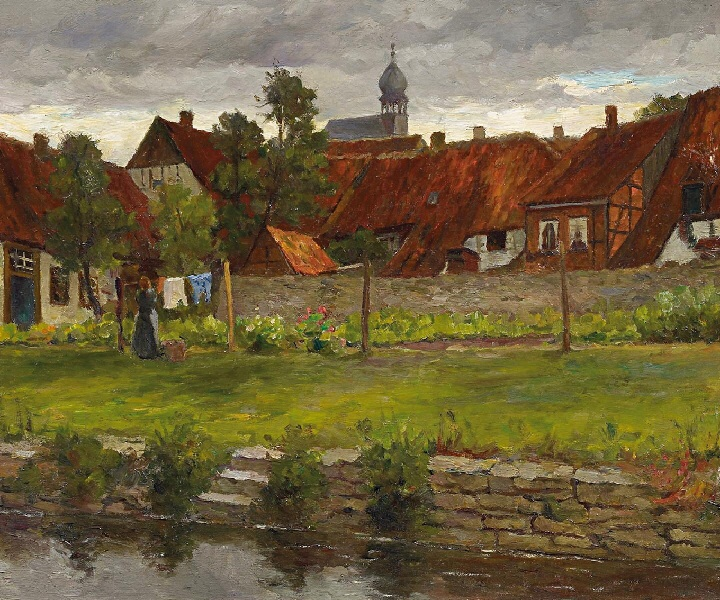
Stadje aan een kanaal
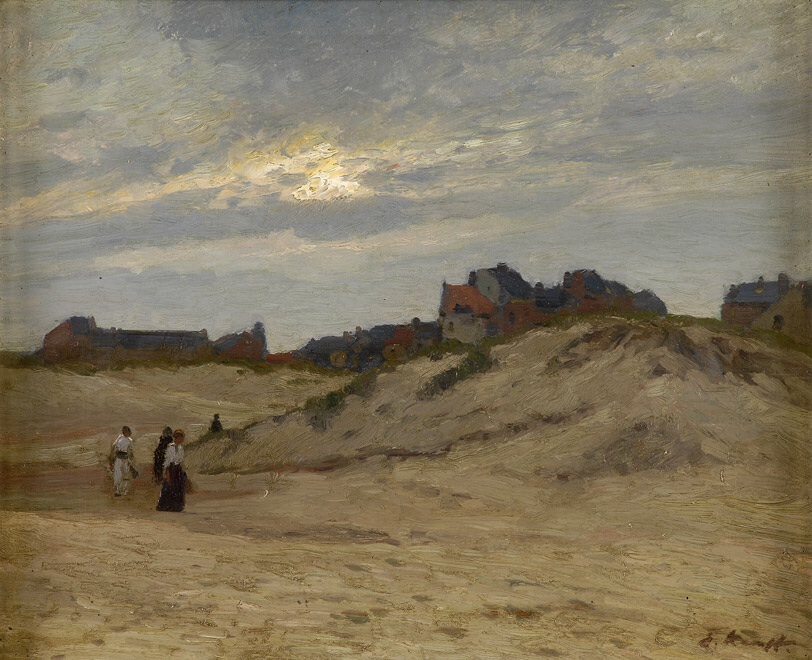
Het strand bij Katwijk